# Tephrina assimilaria
Tephrina assimilaria là một loài bướm đêm trong họ Geometridae.